# Acronicta psi
Psi
Espèce
Le Psi (Acronicta psi), grey dagger en anglais, est une espèce de lépidoptères (papillons) de la famille des Noctuidae. On le trouve dans les plaines, un peu partout en France, mais aussi de l'Europe et l'Afrique du Nord au nord de l'Iran, en Asie centrale, au sud et au centre de la Sibérie et en Mongolie. Au Levant, on le rencontre au Liban et en Israël.

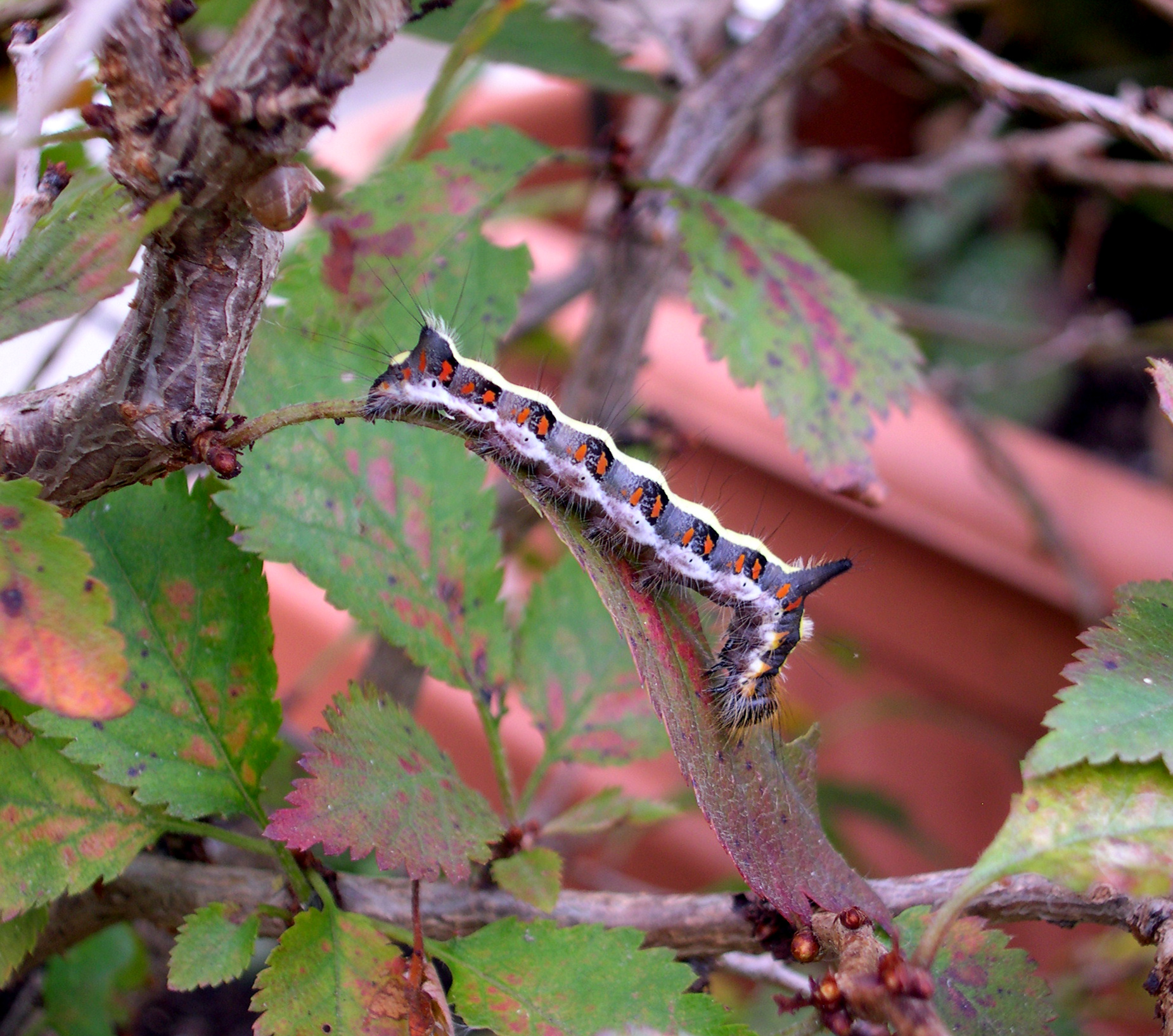
Chenille se nourrissant sur cerisier japonais, au début de l'automne.

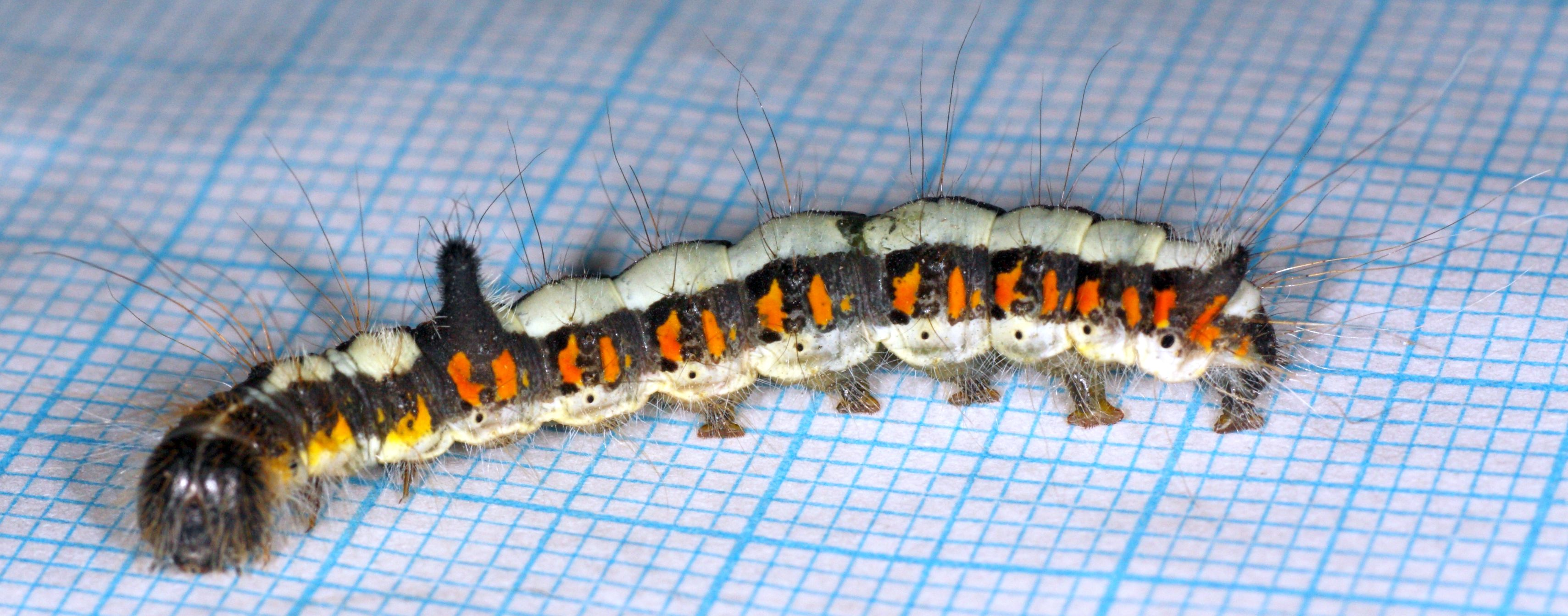
Larve mature plus tard

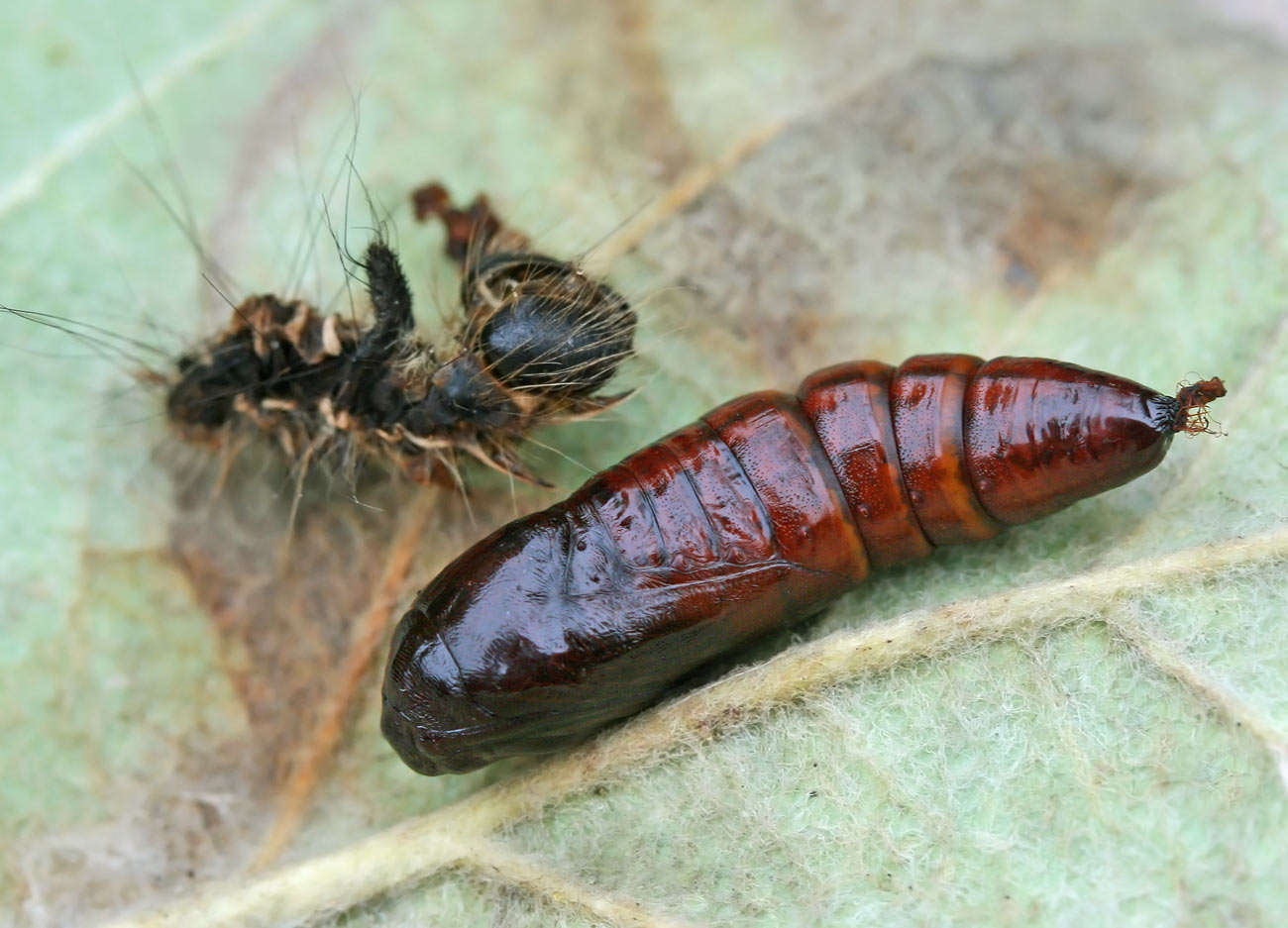
Pupe.

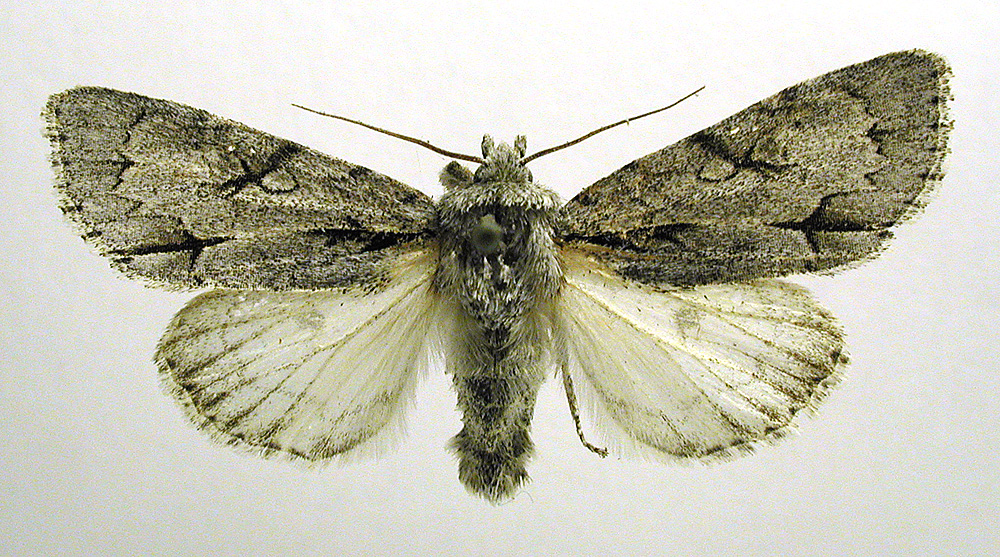
Ailes ouvertes.

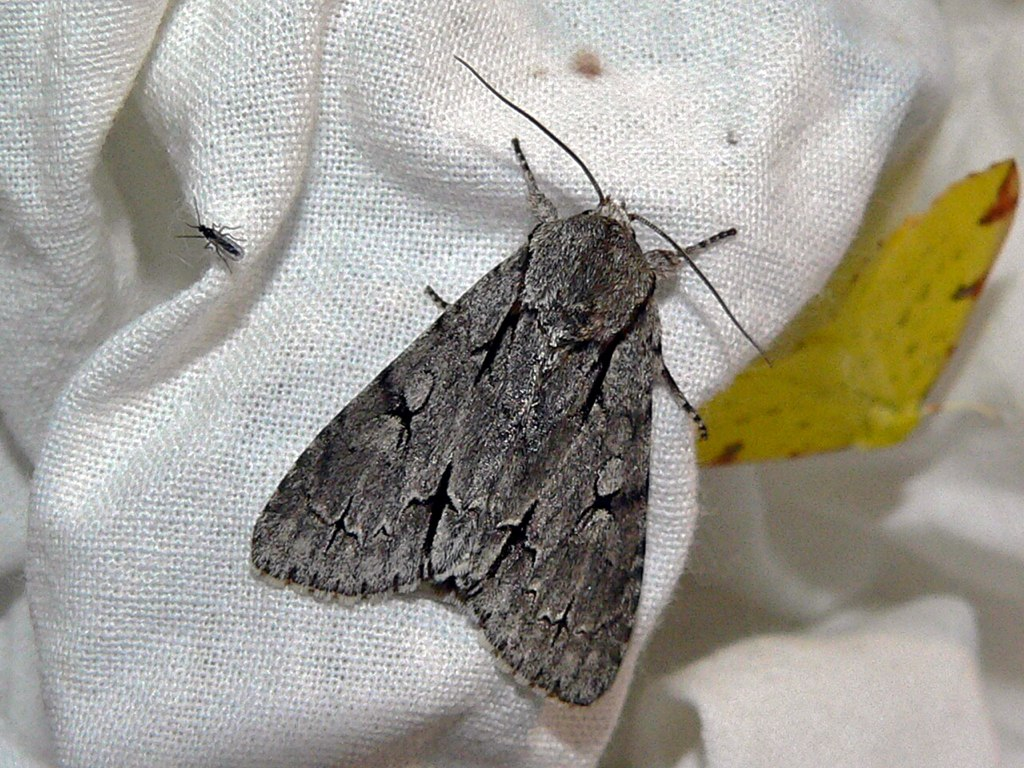
Psi (Acronicta psi) (Hérault, France)

## Description
Cette espèce présente sur les ailes antérieures des marques ressemblant à des poignards. Le nom latin fait également référence à cette marque qui fait penser à la lettre grecque « psi » : (ψ).
Les ailes postérieures sont d'un gris sale, généralement plus pâle chez le mâle.
L'envergure varie de 34 à 45 mm. Ce papillon de nuit ressemble beaucoup à Acronicta tridens (« Poignard noir », ((en) dark dagger), et son identification n'est souvent possible que par l'examen minutieux des genitalia mâles. Cependant, souvent, ce papillon est plus sombre qu'Acronicta tridens et ne montre pas les ailes postérieures blanches du mâle de cette espèce.
Les chenilles des deux espèces sont très différentes (voir ci-dessous). L'imago du Psi vole la nuit, de juin à août, il est attiré par la lumière et parfois par les aliments sucrés.
La chenille est blanchâtre au-dessous et noire au-dessus, avec des points rouges et une bande jaune sur le dos. Juste derrière la tête, une corne permet de la distinguer de la larve de « dark dagger » qui n'en a pas. Elle se nourrit d'un grand nombre de plantes, principalement des arbres et des arbustes, souvent sur l'aubépine (voir la liste ci-dessous). Elle passe l'hiver à l'état de pupe.

## Plantes nourricières répertoriées
- Acer - Érable ;
- Aegopodium - Égopode podagraire , Herbe aux goutteux ;
- Alnus - Aulne ;
- Amelanchier ;
- Betula - Bouleau ;
- Corylus - Noisetier ;
- Cotoneaster ;
- Crataegus - Aubépine ;
- Malus - Pommier ;
- Photinia - Red Robin ;
- Populus - Peuplier ;
- Prunus - Prunier ;
- Pyrus - Poirier ;
- Quercus - Chêne ;
- Rosa - Rosier ;
- Rubus - groseillier ;
- Salix - Saule ;
- Sorbus - Sorbier ;
- Spiraea - Spirée ;
- Tilia - Tilleul ;
- Ulmus - Orme...